# 순살치킨
순살치킨은 치킨의 종류 중 하나이다. 뼈가 없고 일반 프라이드 치킨보다 뼈를 발라내기 때문에 거의 모든 치킨 집이 5분 정도 시간이 더 걸린다. 무량판 구조에 필수불가결한 보강철근이 누락된 건물을 뼈 없는 순살치킨에 빗대어 풍자하는 경우도 존재한다.

## 같이 보기
- 치킨
- 통닭